# Karl Kiljander

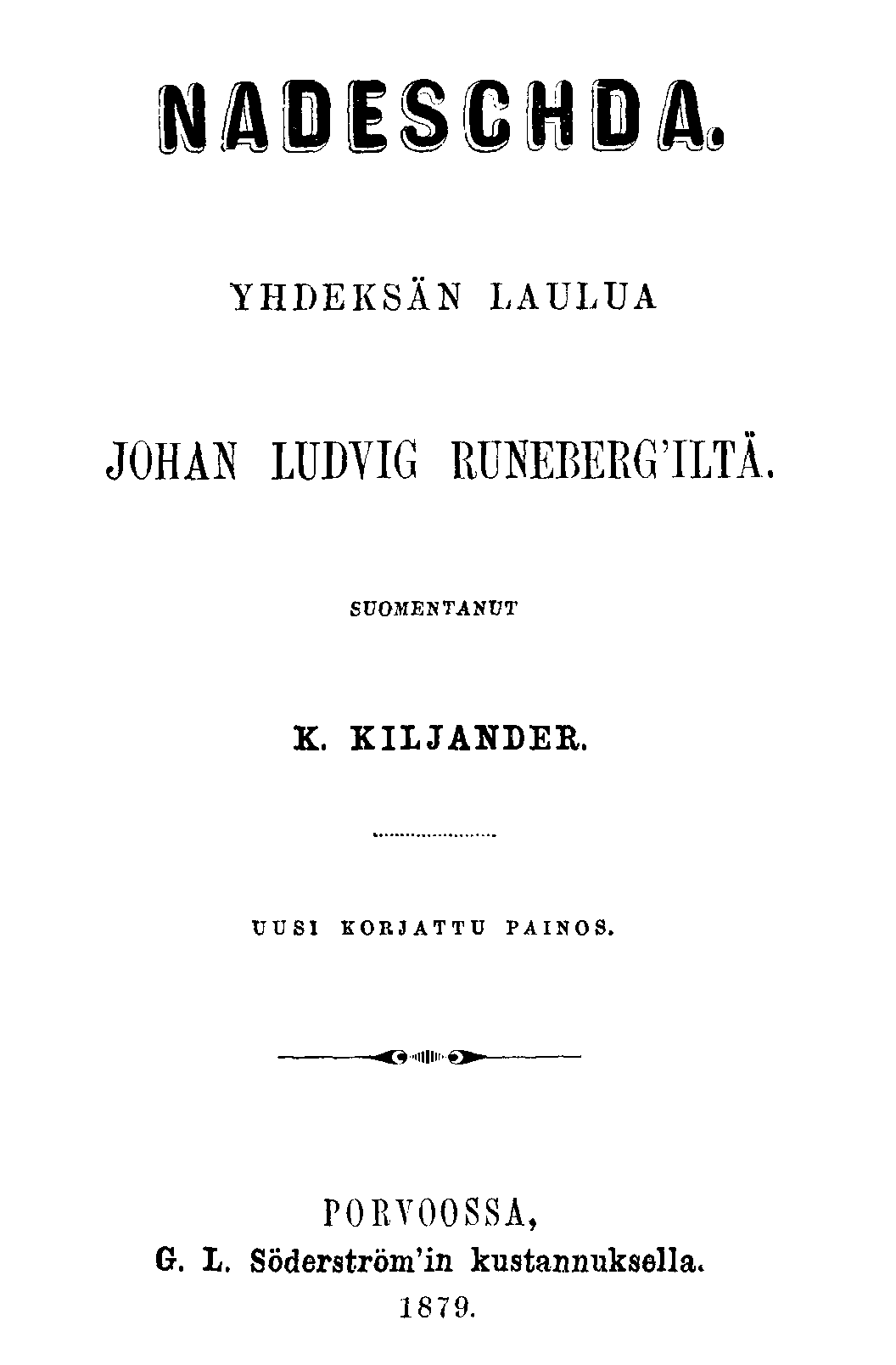
Nadeschda.

Karl Mårten Kiljander, född 22 september 1817 i Kaavi, Kuopio län, död 6 september 1879, var en finländsk präst och översättare. Han var far till Robert Kiljander.
Kiljander blev 1838 student vid Kejserliga Alexanders Universitetet i Finland i Helsingfors, 1842 prästvigd och 1866 kyrkoherde i Nilsiä samt var 1870–73 och från 1876 till sin död assessor vid domkapitlet i Kuopio. Han var en känslofull och poetisk natur, vilken redan som gymnasist i Borgå hänfördes av sin lärare Johan Ludvig Runebergs undervisning och dikter. Han översatte till finska Erik Johan Stagnelius Martyrerna (1848) och Karl August Nicanders Runesvärdet (1855). Hans mest betydelsefulla arbeten är dock översättningarna av Runebergs tre stora dikter: Nadeschda (1860), Kung Fjalar (1876) samt den efter hans död utgivna översättningen av Kungarne på Salamis (1880). Kiljander promoverades till filosofie hedersdoktor vid Uppsala universitets 400-års jubelfest 1877.